# Trinijove
Trinijove és una fundació privada que va néixer el 1985 al barri de Trinitat Vella de Barcelona i que vetlla per la formació dels joves en risc d'exclusió.

## Història
Té el seu origen en grup de persones particulars constituïdes com l'associació: Joves contra l'atur de Trinitat Vella que des de l'any 1985 que començà a treballar per donar resposta a les necessitats del barri de la Trinitat Vella que es varen constituir com a Fundació l'any 1990 amb la incorporació de diferents entitats. Entre els fundadors hi ha Iñaki Segurado Andía, Montserrat Herrera Raya, Jordi Escartín Miró, Maria Estrany Garí, Ignasi Parody Núñez i Associació de Joves contra l'Atur de Trinitat Vella.
Per a donar feina a les persones que pateixen alguna discapacitat psíquica, física o sensorial l'entitat va crear un Centre Especial de Treball l'any 2004. Des de setembre de 2009, també funciona el Pla d'Igualtat d'Oportunitats entre homes i dones, per fomentar la igualtat d'oportunitats en les relacions laborals promogut pel Departament de Treball.
Al novembre del 2011 es va celebrar l'aniversari de l'entitat a l'antiga fàbrica Fabra i Coats i es va aprofitar per a fer balanç. Durant els 25 anys primers anys d'història de Trinijove han rebut ajuda 6.000 joves en risc d'exclusió i s'han aconseguit més de cent llocs de treball per a aquest grup social.

## Ràdio Trinijove
Ràdio Trinijove és una cadena de ràdio creada al 1983 amb l'objectiu de tenir una ràdio al barri de la Trinitat Vella de Barcelona. Actualment és una de les cadenes més escoltades al Districte.
La cadena Ràdio Trinijove va ser fundada per un grup de joves de la Trinitat Vella. Va començar a emetre a partir de l'any 1983. La intenció dels creadors de la ràdio era integrar-la dins de la Fundació Trinijove. Però, al començament la ràdio es va ubicar al Centre Cívic del barri. Els inicis de Ràdio Trinijove van ser molt complicats, ja que tenien poc recursos econòmics. La falta de publicitat va provocar que els primers equips fossin molt antiquats. Però amb el temps, es va anar fent un lloc entre la gent del barri.
A partir de 1988 la ràdio es va traslladar a la Fundació Trinijove aconseguint unes instal·lacions i uns equips més adients per l'emissió. Entre aquell any i l'any 2001, moltes persones van passant per la ràdio, el que ha fet que encara segueixi en antena. Un dels moments més destacats d'aquells anys és entre 1999 i 2000, quan un grup de joves van començar a col·laborar a la ràdio. Semblava un gran auge de la cadena, però al final no va anar a més. El gran punt d'inflexió és quan apareix un grup de persones del barri de Sant Andreu amb la idea de tornar a reviure la cadena.
Al final de la primavera es va fer una festa de re-inauguració coincidint amb la Festa Major del barri. Entre setembre i octubre es va compaginar la primera web gratuïta de l'emissora. A mesura que va avançant l'any, el grup de joves torna a augmentar en nombre de components fins al punt de ser deu persones abans de l'estiu i fent així una segona festa a la primavera en motiu de la Festa Major del barri. Durant el transcurs de l'any es decideix actualitzar la web de Ràdio Trinitat Vella. Encara quedarà en projecte l'emissió per internet per motius econòmics.
Al Juliol de 2003 Ràdio Trinijove va estrenar equips d'Alta Freqüència. A l'hora també aquest mes s'estrena el domini actual propi per a la web oficial de Ràdio Trinijove. El 2005 la cadena va participar en la Fira d'Entitats del districte de Sant Andreu, fent ràdio en directe arreu del recinte i van entrevistar a Joan Clos, alcalde llavors de la ciutat.
A partir del 2007 la ràdio va començar a emetre la Calvalcada de Reis de Sant Andreu del Palomar. Fa només sis anys la emissora va agafar un nou aire amb la nova Responsable de Comunicació i per Setmana Santa es va fer una reforma exhaustiva dels estudis, redistribuint els equips, renovant la programació i creant un nou espai web: radiotrinijove.org.
Ràdio Trinijove va patir una baixada molt gran de col·laboradors l'any 2001. Aquest fet va provocar que es deixés d'emitir programes durant gairabé un any. Fins que un grup de joves de Sant Andreu van tornar a obrir la emissora.

## Reconeixements
L'entitat ha estat premiada en diverses ocasions pels seus projectes d'interès social i mediambiental.
- 2012 Creu de Sant Jordi en reconeixement de la tasca de formació i d'inserció social i laboral de persones que es troben en risc d'exclusió, especialment els joves.
- 2010 Placa al Treball President Macià en la categoria de Foment de la creació d'empreses i de l'Ocupació de qualitat.
- 2007 Premi Flyer atorgat a AENA i Trinijove al millor desenvolupament sostenible en el món aeronàutic.
- 2006 Premi Medi Ambient per les actuacions de reducció i reciclatge de residus en la categoria d'Entitats socials, associacions i iniciatives ciutadanes. Menció especial del Departament de Medi Ambient, Generalitat de Catalunya.
- 2002 Premi de Collita Selectiva i Reducció de Residus atorgat pel Departament de Medi Ambient, Generalitat de Catalunya.
- 2002 Medalla d'Honor de la Ciutat de Barcelona atorgada a la presidenta de la Fundació del moment, Maria Estrany i Gari.
- 2000 Catàleg Hàbitat de bones pràctiques. Selecció atorgada per Nacions Unides.
- Catàleg Millors experiències innovadores. Selecció atorgada per la Comissió Europea als projectes INTEGRA realitzats.
- Medalla Francesc Macià atorgada a la presidenta de la fundació del moment, Maria Estrany i Gari.
- Premi a la Solidaritat Àngel Herrera atorgat per la Fundació Sant Pau CEU al Secretari General de la Fundació Sr. Ignasi Parody i Nuñez.